# Josiah Wedgwood II
Pour les articles homonymes, voir Wedgwood.
Josiah Wedgwood II (3 avril 1769 – 12 juillet 1843) est un industriel et un homme politique britannique. Il est député du Staffordshire de 1832 à 1835.

## Biographie
Il prend la succession de son père, Josiah Wedgwood, à la tête de l'entreprise de faïence et de porcelaine Wedgwood.
Josiah et son frère Thomas Wedgwood (1771-1805) font don à leur ami Samuel Taylor Coleridge d'une rente annuelle de 75 £ dans le but de le libérer des contraintes financières et de lui permettre de se consacrer à la littérature et à la philosophie.
En 1807, Wedgwood achète Maer Hall dans le Staffordshire et sa famille y vit jusqu'à sa mort en 1843.
Wedgwood épouse Elizabeth Allen (1764-1846) et ils ont quatre fils et trois filles:
- Josiah Wedgwood III (1795-1880); se maria avec sa cousine Caroline Darwin.
- Charlotte Wedgwood (1797–1862); se maria avec Charles Langton (1801–1886) en 1832. Après sa mort son époux se remaria avec sa cousine Emily Catherine Darwin, fille de Robert Darwin, sœur de Charles Darwin.
- Henry Allen Wedgwood (1799–1885) se maria avec sa cousine Jessie Wedgwood, fille de John Wedgwood (1766–1844).
- Francis Frank Wedgwood (1800-1880)
- Hensleigh Wedgwood (1803-1891)
- Fanny Wedgwood, qui décède, en août 1832 à l'âge de 26 ans, sans s'être jamais mariée.
- Emma Wedgwood (1808-1896]; se marie avec son cousin Charles Darwin, fils de Robert Darwin)